# Vipères de Valenciennes
Uniformes
Le Baseball Club de Valenciennes abrégé en BBCV est le club de baseball de la ville de Valenciennes, dans le Nord. Il se surnomme les Vipères de Valenciennes et a été fondé en 1989.
Les Vipères évoluent en Championnat de France de baseball Division 2 depuis 2020. Le club évoluait auparavant dans le championnat national 1 puis en première division.
Les matches à domicile sont disputés au Vipères Park depuis 2014.
Le club de Valenciennes c'est aussi trois autres équipes senior (dont une équipe de 21U) évoluant en championnat régional 1 et 2, une équipe cadet (15U), une équipe minime (12U), une équipe benjamin (9U) et une équipe de Beeball (6U) qui jouent au niveau régional, une équipe de Softball qui joue au niveau régional, une section loisir softball et une équipe de cricket. 
En 2019 le club fête son 30e anniversaire et continue de progresser au meilleur niveau.

## Palmarès
- 2008 : Champion de Division Honneur Nord-Pas-de-Calais; vice-champion de France de Nationale 2[1], 4e de la Coupe de France Benjamin.
- 2009 : Champion outdoor et Vice-champion indoor Nord-Pas-de-Calais Minime.